# Jesús Rodríguez Tato
Jesús Rodríguez Tato (Múrcia; 12 de juny de 1983) és un exfutbolista espanyol que jugava com a davanter. Va ser internacional amb la selecció espanyola en les categories inferiors.

## Trajectòria
Va començar la seva carrera com a jugador en les categorias inferiors del Reial Múrcia CF. Més tard, va seguir la seva progressió en les categories inferiors del Futbol Club Barcelona, jugant amb el Barça C en la temporada 2003-2004.
Durant les temporades 2003-2007 va tornar a la seva terra per a jugar amb el Real Murcia B en tercera divisió d'Espanya alternant les seves participacions amb el Reial Múrcia CF en Primera divisió d'Espanya on va jugar 195 minuts en 7 partits i més tard en Segona divisió d'Espanya.
La temporada 2007-2008 va estar cedit a l'AD Ceuta, on va arribar a jugar els playoff d'ascens i va marcar 5 gols. La temporada posterior, realitza la pretemporada amb el Real Murcia on no compta per al tècnic Javier Clemente i finalment signa com a jugador del FC Cartagena.
Una vegada a Cartagena assoleix l'ascens a Segona Divisió. El juliol de 2009 renova pel FC Cartagena per dues temporades, fins al 2011.